# Xem chỉ tay

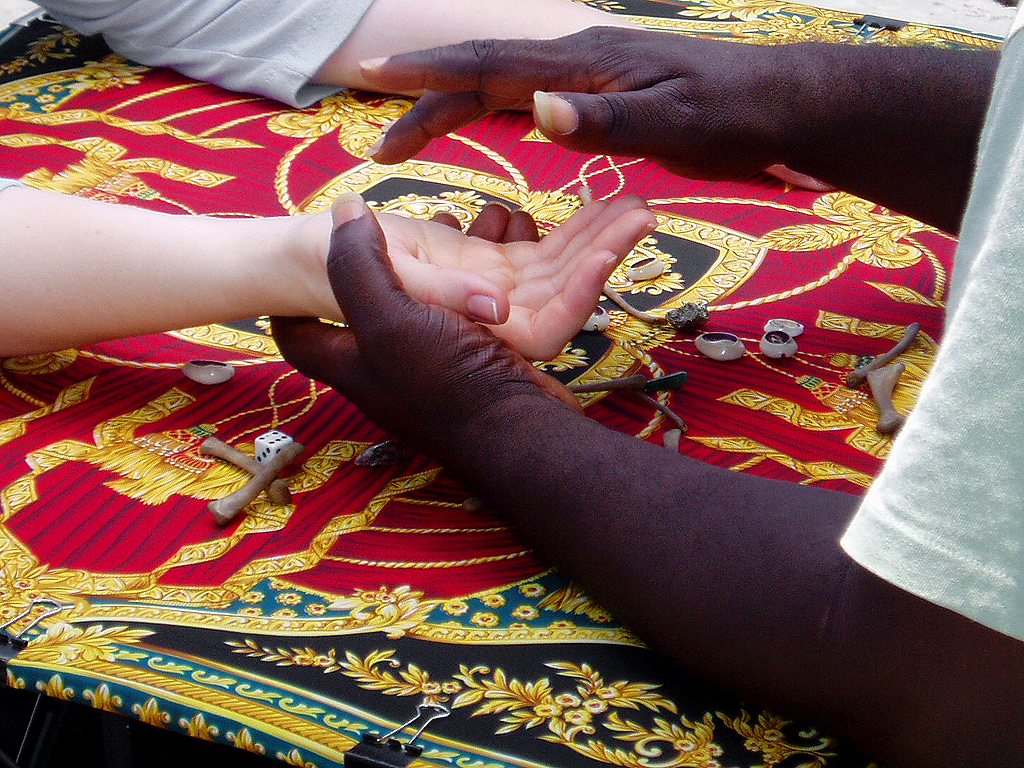
Xem chỉ tay ở New Orleans, Louisiana

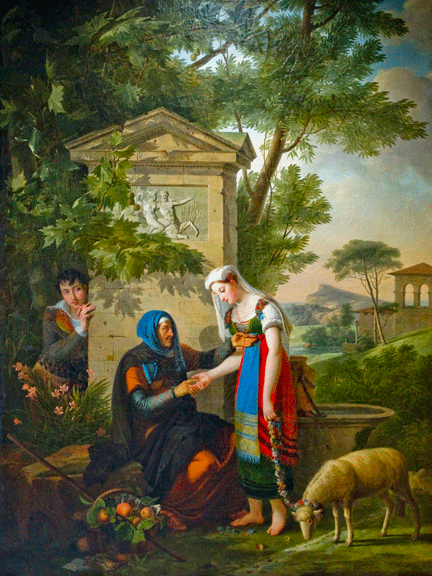
Một thầy bói đang xem chỉ tay cho một thiếu nữ

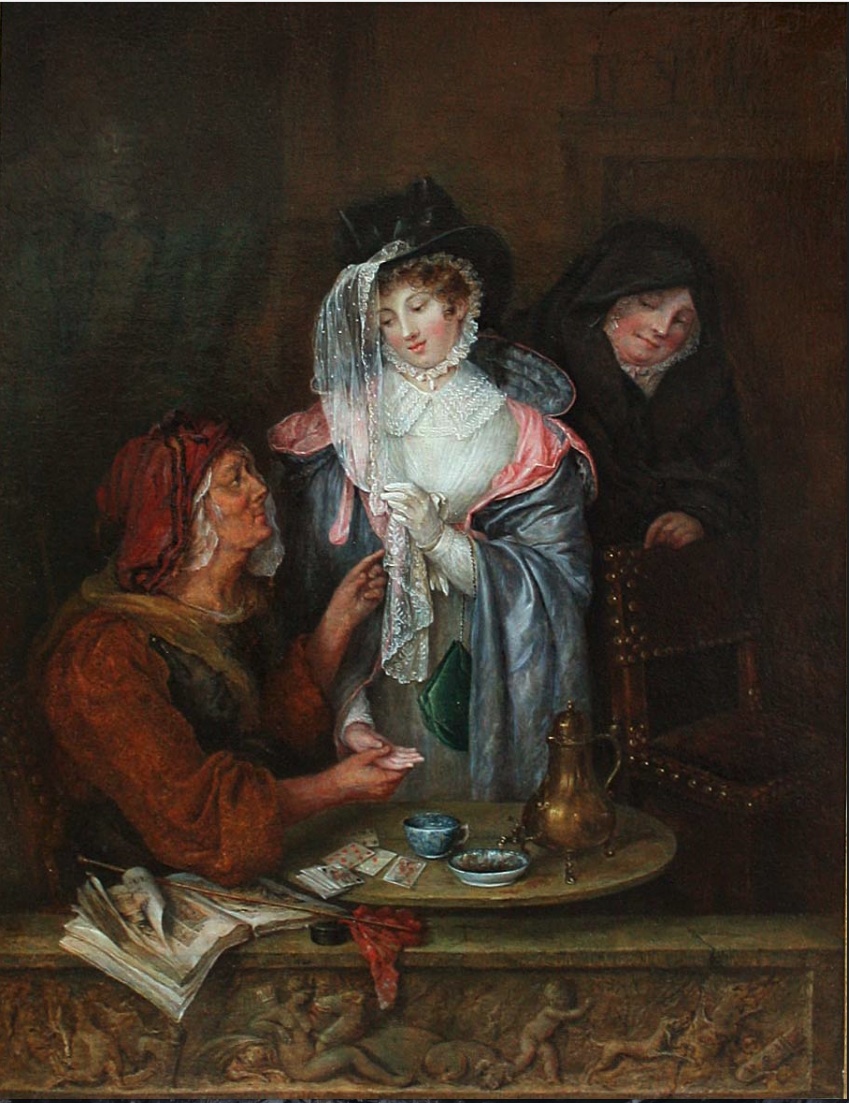
Họa phẩm về mụ thầy bói đang xem chỉ tay đường tình duyên cho một quý cô

Xem chỉ tay (Palmistry) là thuật xem bói thông qua xem chỉ tay, tức xem nghiệm các đường chỉ tay ở lòng bàn tay. Xem chỉ tay còn được gọi là thuật xem tướng tay (chiromancy), xem tướng. Phương pháp xem chỉ tay này được tìm thấy trên khắp thế giới, với nhiều biến thể văn hóa. Những người thực hành thuật xem tay thường được gọi là người xem tướng, thầy tướng số, thầy bói. Có nhiều cách giải thích và thường mâu thuẫn với nhau về các đường chỉ tay và đặc điểm khác nhau của các giáo lý khác nhau về thuật xem tướng tay. Thuật xem tướng tay được những người theo đạo Hindu thực hiện và vẫn được thực hiện rộng rãi ở Nam Ấn Độ như một nghề cha truyền con nối của một số đẳng cấp như Kuravan từ Kerala, thuật xem chỉ tay cũng được gián tiếp tham chiếu trong Sách Job. Thực tiễn của thuyết xem tướng tay này được nhiều người coi là giả khoa học do có nhiều mâu thuẫn giữa các cách giải thích khác nhau và thiếu bằng chứng về các dự đoán của thuật xem tay.
Xem chỉ tay là một thông lệ phổ biến ở nhiều nơi khác nhau ở khắp vùng đất Á-Âu, thuật này cũng được nó thực hành trong các nền văn hóa Sumeria, Babylon, Ả Rập, Canaan, Ba Tư, Ấn Độ, Nepal, Tây Tạng và Trung Quốc, cũng như các nước đồng văn như Việt Nam. Người Digan là sắc dân nổi tiếng với thuật bói toán và xem chỉ tay, họ có biệt tài là nhảy múa giỏi, một số người làm nghề bói toán. Từ thời kỳ văn nghệ Phục Hưng, ở phương Tây đã rất thịnh hành thuật xem tướng tay, có rất nhiều tác phẩm về tướng tay ra đời. Thuật xem tướng tay phổ biến rộng rãi ở các nước phương Tây, nó có liên quan mật thiết với thuật xem tướng tay đoán mệnh của người Digan, xem tướng tay đoán mệnh của người Digan đã ảnh hưởng sâu sắc tới việc nghiên cứu thuật xem tướng tay của người châu Âu. Những lời chỉ trích về thuật xem tay thường dựa trên việc thiếu bằng chứng thực nghiệm hỗ trợ cho kết quả của nó. Các tài liệu khoa học thường coi thuật xem chỉ tay là một niềm tin giả khoa học hoặc mê tín dị đoan.